# Ifi Ude (album)
Ifi Ude è l'album di debutto eponimo della cantante polacco-nigeriana Ifi Ude, pubblicato il 14 ottobre 2013.

## Tracce
1. Shake It - Don't Panic – 3:30
2. My Baby's Gone – 5:27
3. Tramp – 3:00
4. Arktika – 3:09
5. Kubek – 2:04
6. Inna – 2:15
7. Fala – 4:02
8. Day – 3:20
9. Miłościoszczelny – 3:56
10. Amadie – 3:05
11. My Baby's Gone (versione acustica) – 3:23
12. Wełna – 2:20
13. Constant Love – 3:06
14. Chwile – 2:44
15. Fala (remix) – 5:27
16. My Baby's Gone (remix) – 5:34